# Прапор Тувалу
Державний прапор Тувалу — офіційно затверджений 1 жовтня 1978 року.

## Опис прапора
Як і прапори багатьох інших колишніх колоній Великої Британії, прапор Тувалу — це синій кормовий прапор, у лівому верхньому куті якого знаходиться зображення державного прапора Великої Британії. Попередній прапор (коли острови Тувалу були об'єднані з островами Гілберта), розроблений в 1932 році постійним представником британської колонії Артуром Грімблом, також базувався на прапорі Великої Британії, але мав на лівій нижній частині зображення герба Тувалу (тоді архіпелаг називався «Островами Елліс»).
На прапорі також зображені дев'ять жовтих зірок, які символізують дев'ять коралових атолів, з яких складається держава. Розташування зірок на прапорі повторює розташування островів на карті, але в перевернутому вигляді (через астрономічне положення в небі).
Співвідношення сторін прапора — 1:2. Частина прапора, на якій зображені зірки, становить одну половину його поверхні, а ширина кожної зірки — 1 / 12 частину прапора. Велика Британія займає 1 / 4 поверхні прапора.

## Історичні прапори
У період між 1996 і 11 квітня 1997 року в країні використовувався прапор, який відрізнявся від сучасного. Він був введений в роки прем'єрства Камути Латаса і, на думку прем'єра країни, повинен був стати прелюдією для зміни державного ладу Тувалу з монархічного (в даний час головою держави є монарх Великої Британії) на республіканський.
Основу прапора становили п'ять смужок червоного, білого, блакитного, білого і червоного кольорів. У центрі лівого краю, між червоними смугами, був розташований білий трикутник з зображенням герба Тувалу. У правій частині знаходилися зображення восьми п'ятипроменевих зірок білого кольору, розташованих по діагоналі. На червоних смугах були зображені по дві зірки на кожну, на синій — чотири зірки. Співвідношення сторін прапора — 1:2, співвідношення смуг — 5:1:13:1:5. Розмір герба — 3 / 10 ширини прапора. Діаметр кожної зірки — приблизно 1/7 частина ширини прапора.
Запровадження нового прапора призвело до невдоволення серед місцевого населення, особливо жителів атолу Ніутао. Ці події стали причиною відставки Латас. Новий прем'єр-міністр Тувалу, Бікенібеу Паеніу, відновив колишній варіант прапора.

Галерея прапорів
Прапор британської колонії Острови Гілберта і Елліс 1937 - 1 жовтня 1975
Прапор британської колонії Острови Елліс 1 жовтня 1975 - 1 жовтня 1978
Прапор Тувалу 1 жовтня 1995 - 11 квітня 1997
Прапор Генерал-губернатора Тувалу